# Белая мечеть (Рамла)

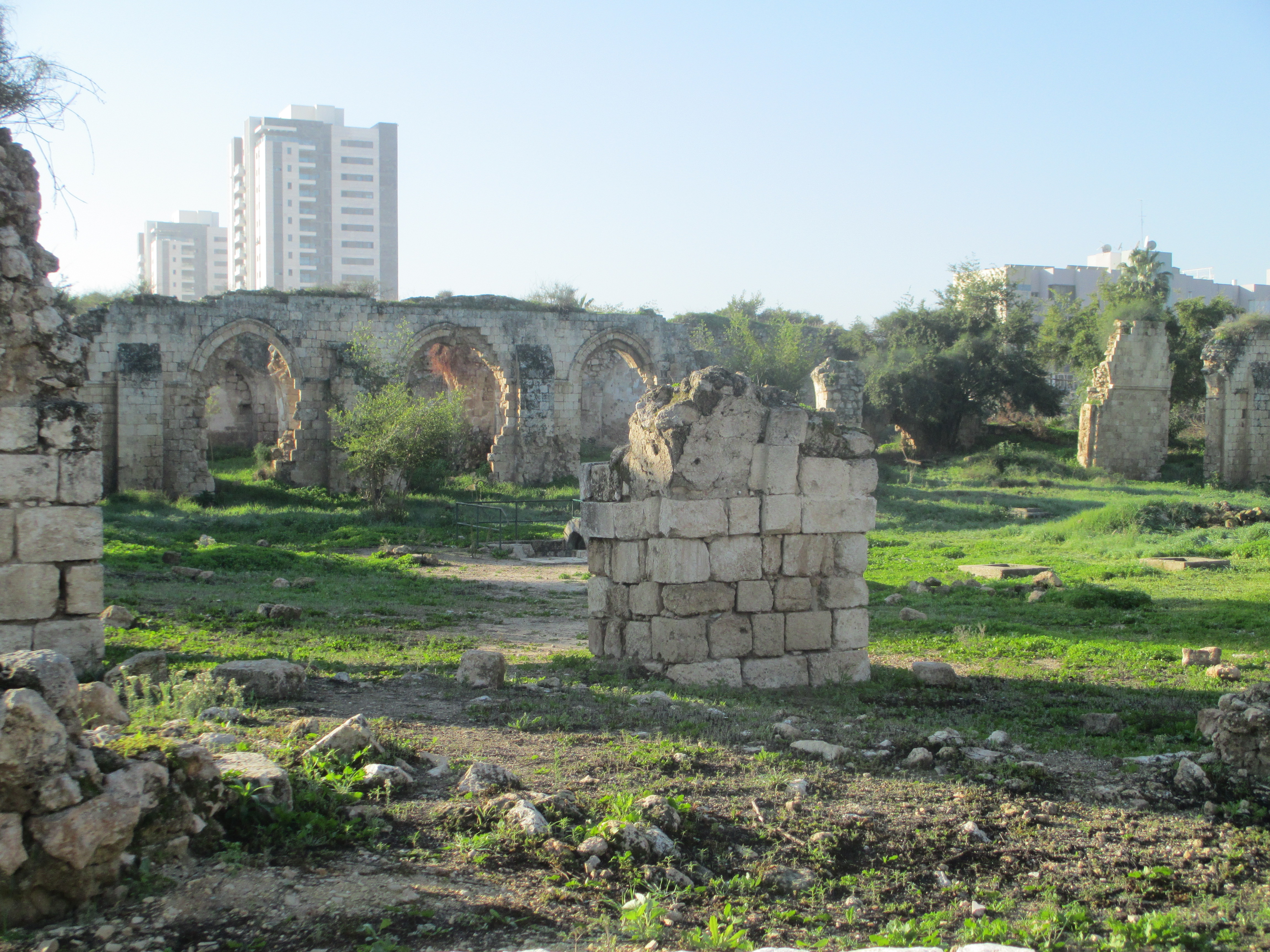
Руины Белой мечети

Белая мечеть (араб. المسجد الأبيض‎, ивр. המסגד הלבן‎) — мечеть эпохи Омейядов (VIII век), расположенная в городе Рамла (Израиль). До наших дней полностью сохранился только её минарет, известный как «Белая башня».
Согласно местной исламской традиции, в северо-западной части мечети находилась могила исламского пророка Салиха. Минарет также известен как «Башня сорока мучеников». Исламская традиция, восходящая к 1467 году, утверждает, что в мечети были похоронены сорок сподвижников исламского пророка Мухаммеда, что повлияло на ошибочную западную христианскую традицию XVI века, согласно которой Белая мечеть изначально была церковью, посвящённой сорока мученикам Севастии.
Комплекс мечети имеет размеры 93 на 84 метра. Под центральным двором находятся три большие и хорошо сохранившиеся подземные цистерны с бочкообразными сводами, опирающимися на колонны. Две цистерны (южная и западная) наполнялись подземным водоводом, вероятно, соединённым с акведуком, построенным одновременно с мечетью и городом, по которому поступала родниковая вода (вероятно, из окрестностей Гезера на востоке). Третья восточная цистерна питалась сточной дождевой водой.
В 2000 году Белая мечеть была внесена в предварительный список объектов всемирного наследия ЮНЕСКО.

## История
В истории мечети выделяют три этапа.
Строительство Белой мечети, как соборной мечети новой столицы провинции Палестина, города Рамла, как и строительство самого города, было начато омейядским правителем провинции, Сулейманом ибн Абдул-Маликом, в 715 году н. э.; в том же году Сулейман стал халифом, а строительство было завершено его преемником Умаром II в 720 году. Сама мечеть была построена из белого мрамора, а её внутренний двор — из местного камня, для дверей использовалась древесина кипариса и кедра. Спустя два с половиной века географ аль-Макдиси (ок. 945/946-991 гг.) писал: «Главная мечеть аль-Рамлы находится на рынке, и она еще красивее и изящнее, чем Большая мечеть Дамаска. Она называется Аль-Абьяд — Белая мечеть. Во всём исламе нет более прекрасного михраба (ниши для молитв), чем этот, а её кафедра — самая великолепная после иерусалимской». Аль-Максиди также пересказывает историю о том, что когда халиф Хишам ибн Абдул-Малик собирался строить минарет, ему доложили, что у христиан есть спрятанные в песке мраморные колонны, приготовленные для церкви Бали (Абу-Гош), и тогда халиф потребовал отдать ему эти колонны под угрозой разрушения церкви Святого Георгия в Лидде; христиане указали, где они закопали свои колонны, и те были использованы для мечети.
Землетрясение в январе 1034 года разрушило мечеть вместе с третью города; в 1047 году Насир Хосров писал, что мечеть была восстановлена.
После первоначальной реконструкции, в 1190 году Салах ад-Дин приказал одному из своих архитекторов, Ильясу ибн Абд Аллаху, руководить тем, что считается вторым этапом строительства мечети. Ильяс построил западную часть мечети и западную ограждающую стену, а также центральное здание для омовения.
Третий этап, в 1267—1268 годах, начался после окончательного падения христианского Иерусалимского королевства и взятия города мамлюкским султаном Бейбарсом, по чьему приказу мечеть была заново освящена и изменена: добавлены минарет, купол, новая кафедра и ниша для молитв, портик к востоку от минарета и два зала за пределами ограды. При раскопках мечети была обнаружена надпись, рассказывающая о сооружении купола по приказу Бейбарса. Позднее мечеть пострадала при очередном землетрясении, и в 1318 году мамлюкский султан Ан-Насир Мухаммад восстановил минарет. Мамлюки снова заказали реставрационные работы в 1408 году. В 1546 году мечеть была снова повреждена землетрясением, и уступила свою роль пятничной мечети Рамлы.
Последняя реставрация Белой мечети Рамле проводилась в период между 1844 и 1918 гг. С тех пор мечеть была в основном разрушена, за исключением минарета.
В 1949 году комплекс мечети раскапывали израильские археологи в сотрудничестве с министерством по делам религий.

## Минарет
Нынешний минарет, построенный мамлюками, стоит на северной стороне комплекса мечети, имеет квадратную форму и высоту в пять этажей, каждый из которых украшен оконными нишами, а на вершине имеется балкон. На минарет, вероятно, повлияла христианская архитектура эпохи крестоносцев. Высота минарета — 27 метров, его лестница насчитывает 125 ступеней, в нем находятся небольшие комнаты, которые могли использоваться для отдыха или в качестве учебных классов. Географ аль-Макдиси упоминает о минарете в X веке; существует предположение, что минарет, предшествовавший мамлюкскому, мог располагаться ближе к центру мечети, поскольку там были найдены остатки квадратного фундамента.